# Cylisticus carinatus
Cylisticus carinatus är en kräftdjursart som beskrevs av Gustav Budde-Lund 1885?. Cylisticus carinatus ingår i släktet Cylisticus och familjen Cylisticidae. Inga underarter finns listade i Catalogue of Life.